# Romulea arnaudii
Romulea arnaudii är en irisväxtart som beskrevs av Moret. Romulea arnaudii ingår i släktet Romulea och familjen irisväxter. Inga underarter finns listade i Catalogue of Life.